# 亞歷山卓·尤杜洛斯基
亞歷山卓·尤杜洛斯基·普鲁良斯基（西班牙語：Alejandro Jodorowsky Prullansky，西班牙語：[aleˈxandɾo xoðoˈɾofski]，1929年2月17日—），智利和法國男導演、製片人、編劇、演員、作家、詩人、作曲家、漫畫作家和音樂家。尤杜洛斯基以前衛風格的電影聞名，他的電影時常帶有充滿暴力的超現實形象，以及神秘主義和宗教結合的暗示，常被外界視為邪典電影。

## 職業生涯
尤杜洛斯基在拍完1957年的短片《互换的头颅》後，他於1967年執導了首部電影《凡多和莉丝》，該片是部超現實風格的電影，但因內容令人反感而在墨西哥遭到禁演。
他的下一部作品為迷幻西部片《鼴鼠》（1970年），這被認為是美國午夜電影的首部邪典電影，連約翰·藍儂也給予該片高度的讚譽。因《鼴鼠》的成功，使他獲得了藍儂資助的100萬美元來拍攝下一部片《聖山》（1973年），《聖山》是部探討西方神秘主義的超現實電影。但因尤杜洛斯基和電影發行人艾倫·克萊因交涉決裂而導致《鼴鼠》和《聖山》都沒有獲得廣泛的發行，儘管這兩部片都已成為了非主流市場的邪典經典。
尤杜洛斯基本身對於鍊金術、塔羅牌、禪宗和薩滿教相當感興趣；此外，他還曾撰寫了一系列科幻漫畫，其中較為知名的是《銀河活寶偵探》（1980年至1989年），也是他所創作過最好的漫畫作品。

## 個人生活
女演員瓦莱丽·特朗布莱（Valérie Trumblay）是尤杜洛斯基的第一任妻子。後來，他與法國藝術家兼服裝設計師帕斯卡尔·蒙唐东（Pascale Montandon）成婚。
尤杜洛斯基有四子一女，分別為演員布龍蒂斯·尤杜洛斯基、演員泰歐（Teo，1995年24歲過世）、演員克里斯托瓦爾、音樂家兼演員阿丹·尤杜洛斯基以及女兒尤金妮亞。法国演员、模特及歌手阿尔玛·尤杜洛斯基是亚历杭德罗的孙女。
在宗教方面，他自稱是「神秘無神論者」。

## 作品列表
| 年份 | 標題                        | 導演 | 編劇 | 其他 | 演員 | 角色               | 語言                    | 附註                             |
| ---- | --------------------------- | ---- | ---- | ---- | ---- | ------------------ | ----------------------- | -------------------------------- |
| 1957 | 《互换的头颅》              | 是   | 是   |      | 是   | 他自己             | 法語                    | 短片                             |
| 1968 | 《凡多和莉丝》              | 是   |      |      | 是   | 木偶戏演员         | 西班牙語                |                                  |
| 1970 | 《鼴鼠》                    | 是   | 是   | 是   | 是   | 鼹鼠               | 西班牙語                | 兼作曲家、服裝和製作設計師       |
| 1973 | 《聖山》                    | 是   | 是   | 是   | 是   | 煉金術士           | 英語 西班牙語           | 兼監製、作曲家、服裝和製作設計師 |
| 1980 | 《象牙》                    | 是   | 是   |      |      |                    | 英語 法語               |                                  |
| 1989 | 《聖血》                    | 是   | 是   |      |      |                    | 英語 西班牙語           |                                  |
| 1990 | 《彩虹大盜》                | 是   |      |      |      |                    | 英語                    |                                  |
| 1991 | 《一周特輯：喬納森·羅斯》   |      |      |      |      | 他自己             | 英語                    | 電視紀錄片                       |
| 1994 | 《霍多洛夫斯基星座》        |      |      |      | 是   | 他自己             | 英語 西班牙語 智利語    | 紀錄片                           |
| 2002 | 《谢里夫》                  |      |      |      | 是   | 預言家             | 智利語                  |                                  |
| 2003 | 《》                        |      |      |      | 是   | Pablo, le père     | 法語                    |                                  |
| 2006 | Musikanten                  |      |      |      | 是   | 路德維希·范·貝多芬 | 義大利語                |                                  |
| 2007 | Nothing Is as It Seems      |      |      |      | 是   | 未掛名角色         | 義大利語                |                                  |
| 2011 | 《島》                      |      |      |      | 是   | 霍多               | 保加利亞語              |                                  |
| 2013 | 《曠世奇片之死》            |      |      |      | 是   | 他自己             | 英語 法語 德語 西班牙語 | 紀錄片                           |
| 2013 | 《童年幻舞》                | 是   | 是   | 是   | 是   | 老亚历杭德罗       | 西班牙語                | 兼監製                           |
| 2013 | Ritual: A Psychomagic Story |      |      |      | 是   | 费尔南多           | 義大利語                |                                  |
| 2015 | 《我的人生由雷弗恩执导》    |      |      |      |      | 他自己             |                         | 紀錄片                           |
| 2016 | 《歡迎來到詩樂園》          | 是   | 是   |      | 是   | 老亚历杭德罗       | 西班牙語                |                                  |

## 延伸閱讀
- Cobb, Ben (2007). Anarchy and Alchemy: The Films of Alejandro Jodorowsky (Persistence of Vision 6), ed. Louise Brealey, pref. Alan Jones, int. Stephen Barber. London, April 2007 / New York, August 2007, Creation Books.
- Coillard, Jean-Paul (2009), De la cage au grand écran. Entretiens avec Alejandro Jodorowsky, Paris. K-Inite Editions.
- Chignoli, Andrea (2009), Zoom back, Camera! El cine de Alejandro Jodorowsky, Santiago de Chile, Uqbar Editores.
- Dominguez Aragones, Edmundo (1980). Tres extraordinarios: Luis Spota, Alejandro Jodorowsky, Emilio "Indio" Fernández; Mexicali, Mexico DF, Juan Pablos Editor. P. 109-146.
- Gonzalez, Házael (2011), Alejandro Jodorowsky: Danzando con la realidad, Palma de Mallorca, Dolmen Editorial.
- Larouche, Michel (1985). Alexandre Jodorowsky, cinéaste panique, París, ça cinéma, Albatros.
- Moldes, Diego (2012). Alejandro Jodorowsky, Madrid, Col. Signo e Imagen / Cineastas, Ediciones Cátedra. Prologue by Alejandro Jodorowsky. ISBN 978-84-376-3041-0
- Monteleone, Massimo (1993). La Talpa e la Fenice. Il cinema di Alejandro Jodorowsky, Bologna, Granata Press.
- Neustadt, Robert. . Chasqui. May 1997, 26 (1): 56–74. JSTOR 29741325.

## 外部連結
- 亞歷山卓·尤杜洛斯基的Facebook專頁
- 亞歷山卓·尤杜洛斯基在互联网电影资料库（IMDb）上的資料（英文）
- Jodorowsky publications in Métal Hurlant（页面存档备份，存于）. BDoubliées （法文）
- Jodorowsky albums（页面存档备份，存于）. Bedetheque （法文）
- Jodorowsky publications in English（页面存档备份，存于）. Europeancomics.net （英文）
- Jodorowsky, Alejandro. . Rochester, Vermont: Park Street Press. 2005.